# Coelosis inermis
Coelosis inermis är en skalbaggsart som beskrevs av Sternberg 1908. Coelosis inermis ingår i släktet Coelosis och familjen Dynastidae. Inga underarter finns listade i Catalogue of Life.